# Baral
Baral és un riu de Bangladesh, derivació del Ganges al districte de Rajshahi. Se separa del Ganges a la vora de Charghat i corre a l'est fins a trobar el Pabna. Antigament era navegable tot l'any, però la formació de terra que obstrueix el pas de l'aigua del Ganges durant alguns mesos, ho va fer difícil a partir del segle xix. Al seu torn se'n separen dues branques que corren al nord, el Musa Khan i el Nandakuja, aquest darrer l'únic important que s'uneix al'Atrai al nord del Chalan Bil.